# Macastre
Macastre (en valencien et en castillan) est une commune d'Espagne de la province de Valence dans la Communauté valencienne. Elle est située dans la comarque de la Hoya de Buñol et dans la zone à prédominance linguistique castillane.

## Géographie

Localisation de Macastre
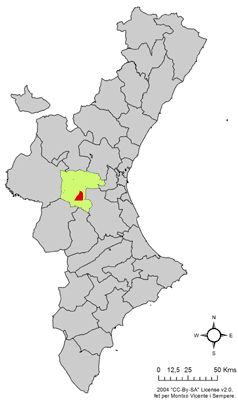
dans la Communauté valencienne.
dans la comarque de la Hoya de Buñol.

### Localités limitrophes
Le territoire communal de Macastre est voisin de celui des communes suivantes :
Alborache, Buñol, Dos Aguas et Yátova, toutes situées dans la province de Valence.

## Histoire

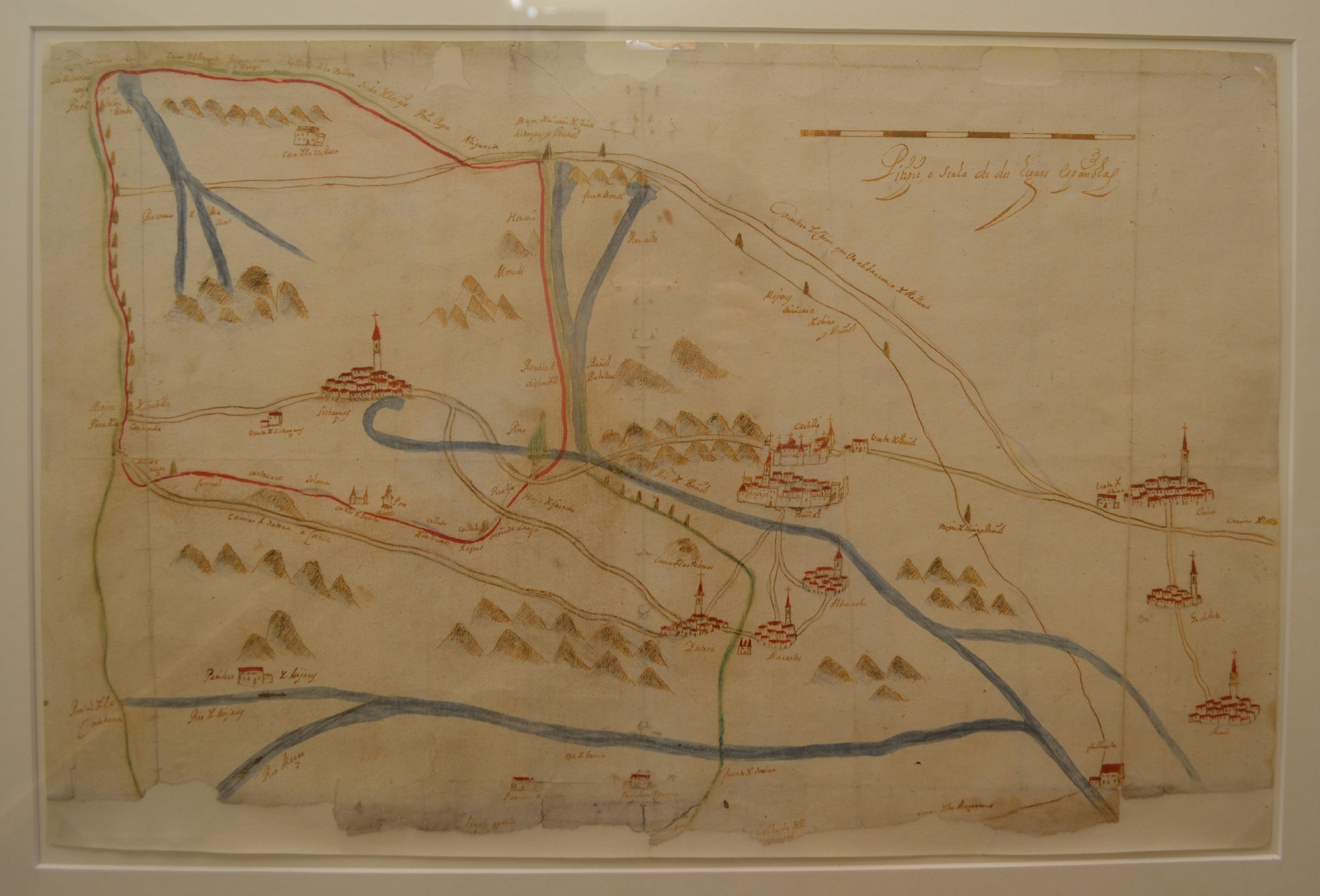
Carte des territoires communals de Siete Aguas, Buñol, Chiva et Macastre (1721).

## Démographie
| 1990 | 1992 | 1994 | 1996 | 1998  | 2000  | 2002  | 2004  | 2005  |
| ---- | ---- | ---- | ---- | ----- | ----- | ----- | ----- | ----- |
| 825  | 857  | 932  | 997  | 1.000 | 1.050 | 1.066 | 1.137 | 1.162 |

## Administration
Liste des maires, depuis les premières élections démocratiques.
| Législature | Nom du Maire               | Parti politique |
| ----------- | -------------------------- | --------------- |
| 1979-1983   |                            |                 |
| 1983-1987   |                            |                 |
| 1987-1991   |                            |                 |
| 1991-1995   |                            |                 |
| 1995-1999   |                            |                 |
| 1999-2003   | Josefina Malea Martínez    | PP              |
| 2003-2007   | José Vicente Sáez Miralles | PSPV-PSOE       |
| 2007-2011   | José Vicente Sáez Miralles | PSPV-PSOE       |

### Sources
- (es) Cet article est partiellement ou en totalité issu de l’article de Wikipédia en espagnol intitulé « Macastre » (voir la liste des auteurs).